# Silent Storm
A Silent Storm (magyarul: Csendes vihar) egy dal, amely Norvégiát képviselte a 2014-es Eurovíziós Dalfesztiválon, Koppenhágában. A dalt a norvég származású Carl Espen adta elő angol nyelven.
A dal a 2014. március 15-én rendezett 9 fős norvég nemzeti döntőben nyerte el az indulás jogát, ahol a nézői szavazatok alakították ki a végeredményt. Végül a dal 53 712 szavazattal az első helyen végzett.
A dalt Koppenhágában először a május 8-i második elődöntőben adták elő, fellépési sorrendben harmadikként a izraeli Mei Feingold Same Heart című dala után, és a grúz The Shin és Mariko Three Minutes to Earth című dala előtt.
A május 10-én rendezett döntőben fellépési sorrendben ötödikként adták elő az izlandi Pollapönk együttes No Prejudice című dala után, a román Paula Seling és Ovi Miracle című dala előtt. A szavazás során 88 pontot szerzett, ez a nyolcadik helyet jelentette a huszonhat fős mezőnyben.

## Külső hivatkozások
- Dalszöveg
- A Silent Storm című dal előadása a norvég nemzeti döntőben
- A dal első próbája a koppenhágai arénában
- A dal második próbája a koppenhágai arénában
- A dal előadása az Eurovíziós Dalfesztivál második elődöntőjében